# Sacha Klještan
Sacha Bryan Klještan (* 9. September 1985 in Huntington Beach, Kalifornien) ist ein ehemaliger US-amerikanischer Fußballspieler. Er konnte sowohl als offensiver Mittelfeldspieler als auch als Außenstürmer eingesetzt werden.

## Verein

### Jugend
Klještan spielte für die Region IV Olympic Development Program Mannschaft. Danach spielte er College-Fußball bei den Seton Hall Pirates, der Fußball-Mannschaft der Seton Hall University. 2004 wurde er in die NCAA Division I First-Team All-America Auswahl berufen und 2005 erreichte er mit der Mannschaft drei Erfolge in NCAA Wettbewerben. Im selben Jahr unterschrieb er den Generation Adidas Vertrag mit der Major League Soccer und spielte kurzzeitig für Orange County Blue Star in der USL Premier Development League.

### Chivas USA
Im folgenden Jahr wurde er an fünfter Stelle des MLS SuperDrafts 2006 von CD Chivas USA in die Major League Soccer gedraftet. Hier wurde er Stammspieler und war am Ende der Spielzeit Kandidat bei der Wahl für den MLS Rookie of the Year Award. Parallel spielte er sich in die US-amerikanische U-23-Auswahl, mit der er erfolgreich die Qualifikation zu den Olympischen Spielen 2008 gestalten konnte. Am 2. Juni 2007 kam er anlässlich eines Länderspiels gegen China zudem zu seinem Debüt in der US-amerikanischen A-Nationalmannschaft.
2008 wurde Klještan für das MLS All-Star Game nominiert, verzichtete jedoch aufgrund der Vorbereitung für das olympische Fußballturnier auf eine Teilnahme. In Peking scheiterte er mit der Olympiaauswahl in der Gruppenphase, wobei er als zweifacher Torschütze glänzen konnte. Im Januar 2009 gelang ihm in der A-Nationalmannschaft beim 3:2-Länderspielsieg gegen Schweden ein Hattrick.

### RSC Anderlecht
Im Juli 2010 unterschrieb er einen Vierjahresvertrag beim RSC Anderlecht. Er gab sein Debüt am 27. Juli beim Champions-League-Qualifikationsspiel gegen den The New Saints FC aus Wales. Klještan erzielte hierbei auch sein erstes Tor für den Verein. In den nachfolgenden Saisons etablierte er sich als Stammspieler und konnte dreimal die nationale Meisterschaft feiern.

### New York Red Bulls
Im Januar 2015 wechselte Klještan zu den New York Red Bulls zurück in die Major League Soccer. Hier gewann er mit dem Verein im gleichen Jahr das MLS Supporters’ Shield als punktbeste Mannschaft der regulären Saison, schied aber später im Conference-Finale gegen Columbus Crew aus.

### Orlando City
Nach drei Jahren in New York schloss er sich 2018 Orlando City an. In 53 Spielen erzielte er hier sieben Tore.

### Los Angeles Galaxy
Anfang 2020 wechselte der ehemalige US-Nationalspieler ablösefrei nach Kalifornien. Im Januar 2023 beendete er dort seine aktive Spielerlaufbahn.

## Nationalmannschaft
Zwischen 2007 und 2017 absolvierte Klještan insgesamt 53 Partien für die A-Nationalmannschaft der USA und erzielte dabei sechs Tore.

## Erfolge
- Belgischer Meister: 2012, 2013, 2014
- MLS Supporters’ Shield: 2015